# Municipio de Richland (condado de Missaukee)
El municipio de Richland (en inglés: Richland Township) es un municipio ubicado en el condado de Missaukee en el estado estadounidense de Míchigan. En el año 2010 tenía una población de 1491 habitantes y una densidad poblacional de 16,18 personas por km².

## Geografía
El municipio de Richland se encuentra ubicado en las coordenadas 44°12′40″N 85°16′25″O / 44.21111, -85.27361. Según la Oficina del Censo de los Estados Unidos, el municipio tiene una superficie total de 92.18 km², de la cual 91,99 km² corresponden a tierra firme y (0,2 %) 0,19 km² es agua.

## Demografía
Según el censo de 2010, había 1491 personas residiendo en el municipio de Richland. La densidad de población era de 16,18 hab./km². De los 1491 habitantes, el municipio de Richland estaba compuesto por el 97,92 % blancos, el 0,27 % eran amerindios, el 0,47 % eran asiáticos y el 1,34 % eran de una mezcla de razas. Del total de la población el 0,74 % eran hispanos o latinos de cualquier raza.